# Paul & Paula
Paul & Paula war ein US-amerikanisches Gesangsduo. Bekannt wurde die Gruppe mit ihrem ersten Titel Hey Paula, der 1963 Platz 1 der US-Billboard-Charts erreichte.

## Geschichte
Das Duo bestand aus Ray Hildebrand (* 21. Dezember 1940 in Joshua, Texas; † 18. August 2023 in Kansas City, Missouri) und Jill Jackson (* 20. Mai 1942 in McCamey, Texas), die zusammen am Howard Payne College in Brownwood, Texas studierten. Beide folgten im Herbst 1962 einem Aufruf einer örtlichen Radiostation, zugunsten der American Cancer Society vor das Mikro zu treten und einen Titel zu singen. Sie entschieden sich für das Duett Hey Paula, das Hildebrand 1962 geschrieben hatte. 
Der Titel wurde kurz darauf zunächst von LeCam Records als Single herausgebracht, das Duo nannte sich zu dem Zeitpunkt noch Jill and Ray. Mercury Records wurde auf das Duo aufmerksam und brachte die Single bei ihrer Tochtergesellschaft Philips Records heraus. Den Namen des Duos änderte die Plattenfirma dem Titel Hey Paula gemäß in Paul & Paula. Hey Paula wurde der größte Erfolg des Duos: Die Single hielt sich im Februar 1963 drei Wochen lang auf Platz 1 der Billboard Charts (Pop Singles) und schaffte ebenso den Einstieg in die R&B-Single-Charts. Die nachfolgende Single Young Lovers erreichte Platz 6 der Charts, während die dritte Single First Quarrel nur noch auf Platz 27 kam. Im Jahr 1965 trennte sich das Duo.
Hildebrand und Jackson wandten sich Soloprojekten zu. Hildebrand wurde als Songwriter und Produzent tätig und bildete mit dem Sänger Paul Land in den 1980er-Jahren das Duo Land & Hildebrand, das vor allem mit Gospelmusik auftrat und Alben aufnahm. Jackson begann eine Solokarriere als Sängerin, konnte jedoch nicht an frühere Erfolge des Duos anknüpfen.

## Diskografie

### Alben
| Jahr | Titel                              | Höchstplatzierung, Gesamtwochen, AuszeichnungChartsChartplatzierungen (Jahr, Titel, Platzierungen, Wochen, Auszeichnungen, Anmerkungen) | Anmerkungen |
| Jahr | Titel                              | US | Anmerkungen |
| ---- | ---------------------------------- | --- | ----------- |
| 1963 | Paul & Paula Sing for Young Lovers | US9 (25 Wo.)US |             |
| 1963 | We Go Together                     | US99 (10 Wo.)US |             |

Weitere Alben
- 1963: Holiday for Teens
- 1976: Welcome Warrior
- 1995: The Best of Paul & Paula
- 2000: Greatest Hits

### Singles
| Jahr | Titel Album                                     | Höchstplatzierung, Gesamtwochen, AuszeichnungChartplatzierungen (Jahr, Titel, Album, Platzierungen, Wochen, Auszeichnungen, Anmerkungen) | Höchstplatzierung, Gesamtwochen, AuszeichnungChartplatzierungen (Jahr, Titel, Album, Platzierungen, Wochen, Auszeichnungen, Anmerkungen) | Höchstplatzierung, Gesamtwochen, AuszeichnungChartplatzierungen (Jahr, Titel, Album, Platzierungen, Wochen, Auszeichnungen, Anmerkungen) | Höchstplatzierung, Gesamtwochen, AuszeichnungChartplatzierungen (Jahr, Titel, Album, Platzierungen, Wochen, Auszeichnungen, Anmerkungen) | Anmerkungen |
| Jahr | Titel Album                                     | DE | UK | US | R&B | Anmerkungen |
| ---- | ----------------------------------------------- | --- | --- | --- | --- | ----------- |
| 1962 | Hey Paula Paul & Paula Sing for Young Lovers    | DE16 (16 Wo.)DE | UK8 (17 Wo.)UK | US1 Gold · (15 Wo.)US | R&B1 (10 Wo.)R&B |             |
| 1963 | Young Lovers Paul & Paula Sing for Young Lovers | DE42 (8 Wo.)DE | UK9 (14 Wo.)UK | US6 (10 Wo.)US | R&B14 (5 Wo.)R&B |             |
| 1963 | First Quarrel –                                 | — | — | US27 (8 Wo.)US | — |             |
| 1963 | Something Old, Something New We Go Together     | — | — | US77 (5 Wo.)US | — |             |
| 1963 | First Day Back at School –                      | — | — | US60 (4 Wo.)US | — |             |

Weitere Singles
- 1963: Holiday Hootenanny
- 1964: We’ll Never Break Up for Good
- 1964: Darlin’
- 1964: No Other Baby
- 1965: True Love
- 1965: Dear Paula